# ITS27
ITS27 är en svensk variant av ett europeiskt gränssnitt. Enligt den 38-sidiga specifikationen tar polisen, vid misstanke om brott med två års fängelse i straffskalan, direktkontakt med databaser som innehåller trafikdata där de kan begära automatiserat utlämnande av trafikuppgifter som omfattas av Lagen om elektronisk kommunikation, som personers sms, mms, mobilsamtal och positionsdata med mera. Även andra myndigheter som Säpo, Tullverket, Åklagarmyndigheten, Ekobrottsmyndigheten, Kustbevakningen och Skatteverket kan använda databaserna.
Uppgifterna som inhämtas kan sedan komma att användas i till exempel Analyst's Notebook där kontakter mellan personer eller nätverk kan analyseras och åskådliggöras i sociogram.

## Tillkomst
1997 tog arbetsgruppen SA3 LI fram TS 102 657, ett gränssnitt avsett att uppfylla kraven i datalagringsdirektivet. NTAC, en del av den brittiska signalspaningsmyndigheten GCHQ, som arbetar med dekryptering och övervakning var mest drivande för att ta fram standarden.

## Omfattning och implementering
Genom gränssnittet är det även tänkt att polisen ska kunna hämta ut en abonnents PUK-kod. Med PUK-koden kan polisen låsa upp en mobiltelefon och komma åt information som meddelanden och bilder.
Enligt Svenska Stadsnätsföreningen upphandlads våren 2013 ett ramavtal med bolaget Maintrac som använder en ITS27-lösning för stadsnätsföretagen. Cirka 50 av de ungefär 150 stadsnätsföretagen hade hösten 2013 åtagit sig att överföra trafikuppgifter till Maintracs databas med direktkoppling till Säpo och Rikskriminalpolisen. Överlämningen av uppgifterna skulle granskas av Maintracs personal. Efter att avtalet uppmärksammats i media avslutade dock stadsnäten samarbetet med Säpo och företaget Maintrac uppgav att de avslutat allt arbete med det automatiserade systemet.
Advokatsamfundets generalsekreterare Anne Ramberg sade att den automatiska uthämtningen av data öppnade för möjligheter till en nationell version av FRAs signalspaning.
Vid ett möte med Internetoperatören Bahnhof som spelades in av Jon Karlung framkom att Säpo ville sluta ett säkerhetskyddsavtal (SUA-avtal) med operatören så att Säpo skulle få tillgång till kundernas telefon- och mejluppgifter men utan att kunderna kunde få veta om operatören var ansluten till det automatiska systemet eller inte. Hela samarbetet mellan Säpo och operatören skulle vara topphemligt. Säpo ville teckna säkerhetskyddsavtal med alla operatörer. SUA-avtal skulle också innebära att de operatörer som stod utanför samarbetet inte kunde berätta för sina kunder att de inte var anslutna. Janne Flyghed, professor i kriminologi, befarade att det skulle innebära en tystnadskultur.
Säpo hade inte informerat varken Datainspektionen eller Säkerhets- och integritetsskyddsnämnden om planerna med ITS27 eftersom man misstänkte att tillsynsmyndigheterna skulle kunna missförstå informationen och bli tveksamma till systemet. Ända tills uppgiften om ITS27 blev offentligt kända i november 2013 hade man sagt till tillsynsmyndigheterna att det rörde sig om ett system med fortsatt manuell hantering.